# BMW F26
BMW F26 (eller BMW X4) är en crossover, tillverkad av den tyska biltillverkaren BMW mellan 2014 och 2018.

## Motor
| Modell        | Årsmodell | Motor                    | Cylindervolym | Effekt | Bränslesystem            |
| ------------- | --------- | ------------------------ | ------------- | ------ | ------------------------ |
| X4 xDrive 20d | 2015-18   | B47: 4-cyl radmotor DOHC | 1995 cm³      | 190 hk | Common rail turbodiesel  |
| X4 xDrive 30d | 2015-18   | N57: 6-cyl radmotor DOHC | 2993 cm³      | 258 hk | Common rail turbodiesel  |
| X4 xDrive 35d | 2015-18   | N57: 6-cyl radmotor DOHC | 2993 cm³      | 313 hk | Common rail turbodiesel  |
| X4 xDrive 20i | 2015-18   | N20: 4-cyl radmotor DOHC | 1997 cm³      | 184 hk | Direktinsprutning, turbo |
| X4 xDrive 28i | 2015-18   | N20: 4-cyl radmotor DOHC | 1997 cm³      | 245 hk | Direktinsprutning, turbo |
| X4 xDrive 35i | 2015-18   | N55: 6-cyl radmotor DOHC | 2979 cm³      | 306 hk | Direktinsprutning, turbo |
| X4 M40i       | 2016-18   | N55: 6-cyl radmotor DOHC | 2979 cm³      | 360 hk | Direktinsprutning, turbo |